# Émeutes de 2008 en Grèce

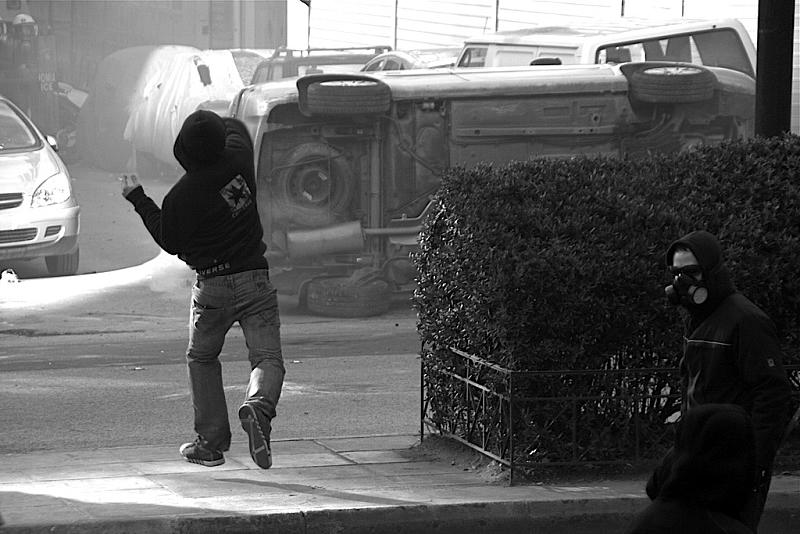
7 décembre 2008.

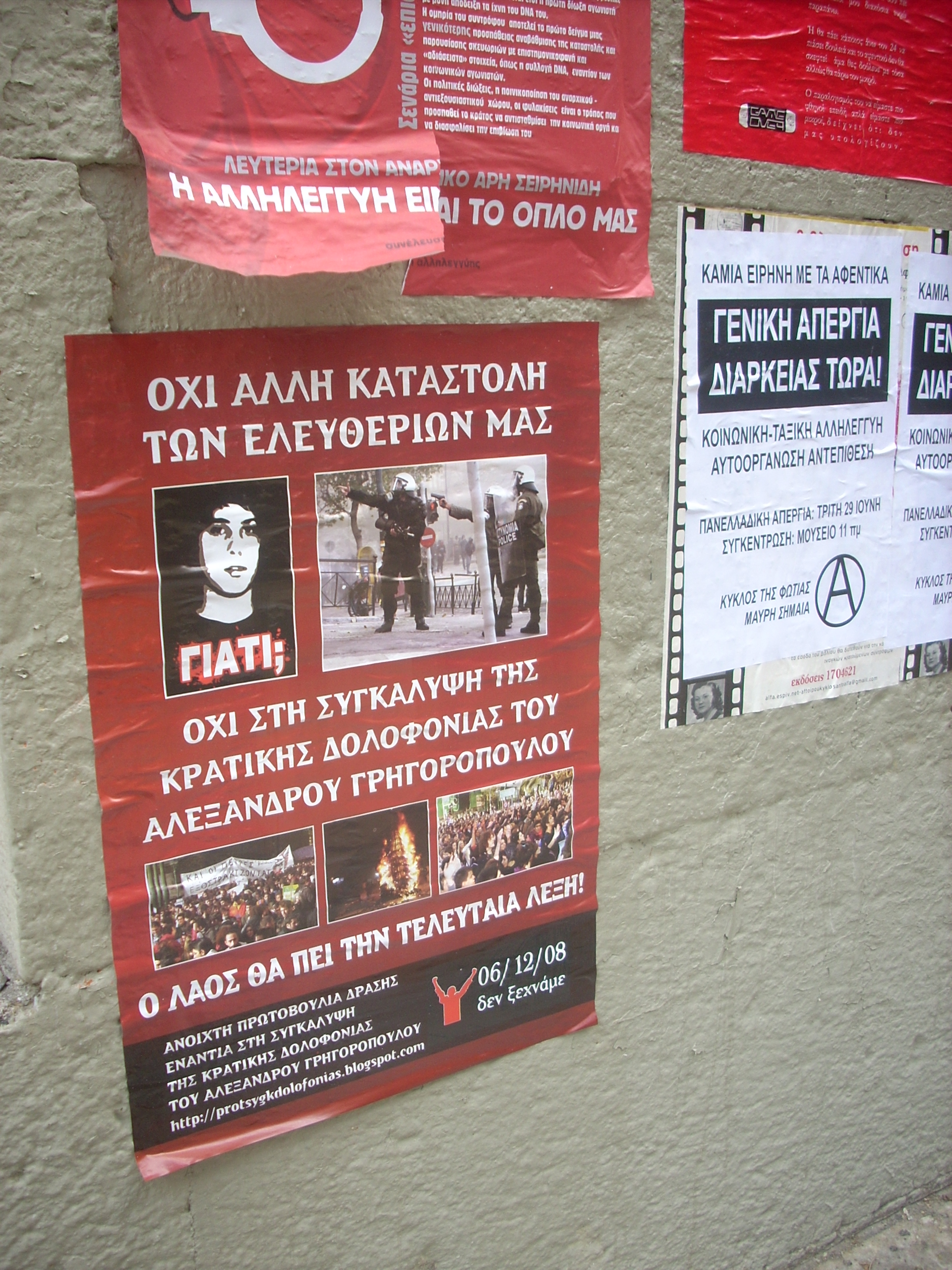
Affiche anarchiste à Athènes en 2010.

Les émeutes de 2008 en Grèce débutent le samedi 6 décembre 2008 après la mort vers 21 h d'un adolescent de 15 ans, Alexandros Grigoropoulos (Αλέξανδρος Γρηγορόπουλος), tué par balle par un agent de police, dans le quartier d'Exarcheia à Athènes. Dans la soirée et durant les jours suivants, des groupements de jeunes affrontent ensuite les forces de police, tandis que des manifestations pacifiques s'organisent pour dénoncer l'acte d'un tir à balles réelles, ainsi que pour dénoncer le contexte du moment : la Grèce est secouée par plusieurs scandales : détournements de fonds publics, réduction des aides sociales prévues, mais aides aux grandes banques, affaire de prostitution. Ces manifestations sont les plus violentes depuis la chute de la dictature en 1974.
Des violences épisodiques continuent de se produire au cours des premiers mois de l'année 2009.

## Causes socio-économiques
La mort par balle de l'adolescent a lieu alors que la société grecque fait face à de nombreuses difficultés. Selon un sondage du journal Kathimerini, 60 % des personnes interrogées considèrent que les évènements font partie d'une « réaction sociale » ('social uprising') plus large. Mécontents à cause de plusieurs scandales de corruption politique, la plupart impliquant le détournement d'argent public, l’appauvrissement des classes populaires, l'augmentation du taux de chômage, particulièrement parmi les jeunes diplômés et le ralentissement de l'économie suivant la crise de 2008. La communauté étudiante — qui compose le gros des émeutiers — est aussi très mécontente et s'oppose à toute une série de lois proposant la réformes du système éducatif national depuis 2006.
Des manifestations étudiantes devinrent violentes dès 2007, où le comportement des forces de police, largement dénoncé comme agressif et arrêtant arbitrairement des manifestants afin de réduire l'opposition, a accru la tension entre les groupes étudiants et la police.
Sur le long terme, tout comme dans beaucoup de pays, les jeunes sont particulièrement touchés par le chômage, font face à un coût des études élevé. Par exemple, les frais d’inscription en école privée, combinés avec les frais de logement et autre frais quotidiens, atteignent ensemble 40 000 € pour 3 ou 5 ans d'études. Certains font alors des prêts étudiants et se retrouvent surendettés à la fin de leurs études, études qui ne garantissent d'ailleurs plus au diplômé d'avoir un bon emploi, et sont démographiquement faibles face à leurs puissants ainés (baby boomers). Dans une société démocratique, le vieillissement de la population induit un affaiblissement inédit du vote jeune et de son poids dans la vie politique. La situation économique qui s'assombrit encourage ainsi une radicalisation des réactions agitation/répression, permettant à l'agitation actuelle d'être inhabituellement violente.
Selon un journaliste du Kathimerini, 
Les émeutes populaires sont attisées par la paupérisation des jeunes Grecs (« la génération des 600 € »), les difficultés à trouver un emploi (taux de chômage de 23 % chez les 18-25 ans), la violence policière courante dans ce pays. Elles s’inscrivent dans une suite de luttes sociales qui ont commencé dès le début de l'année contre le gouvernement conservateur en place, dues a la crise financière et aux problèmes judiciaires de membres du gouvernement.

## Déclenchement des émeutes

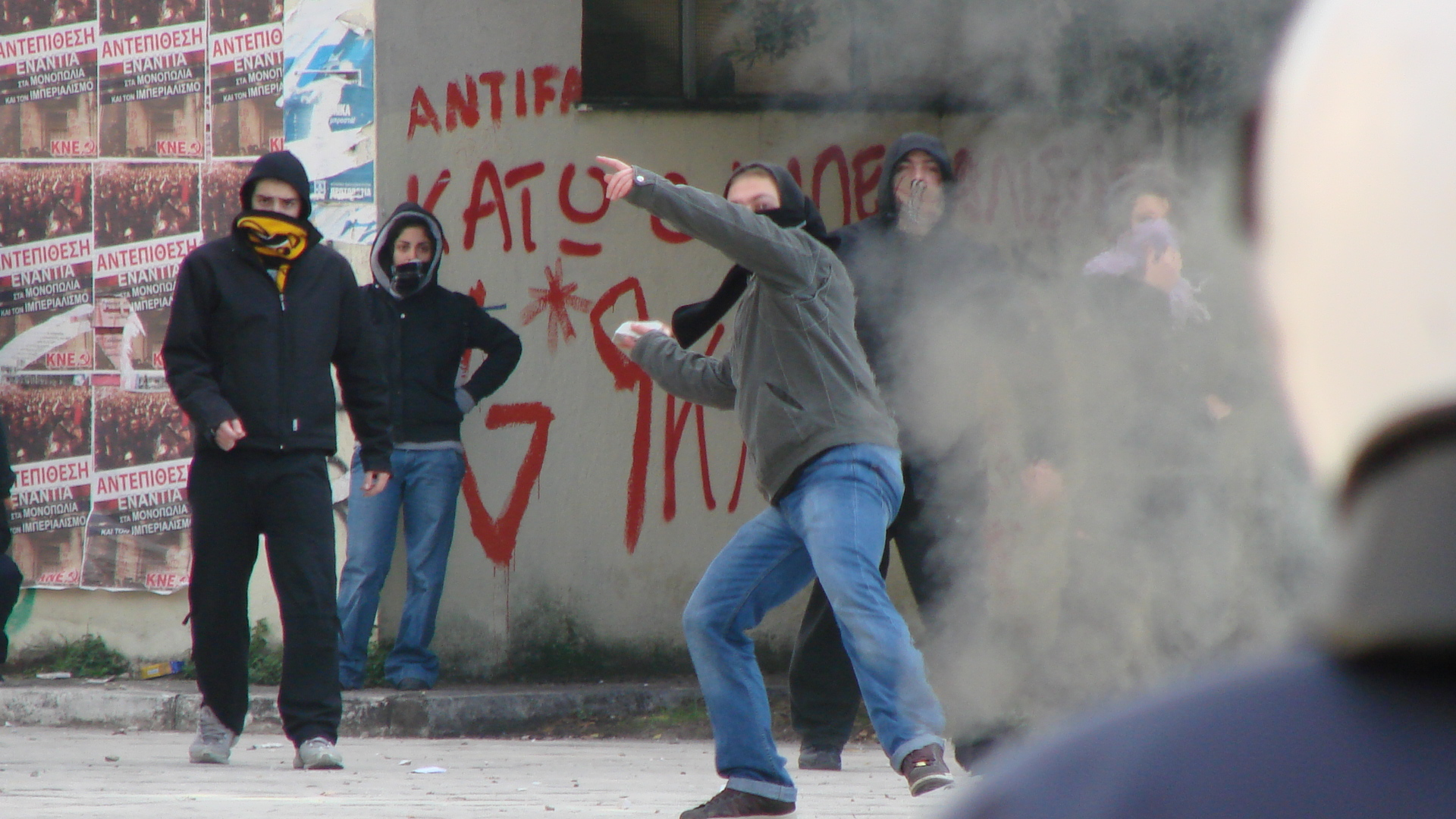

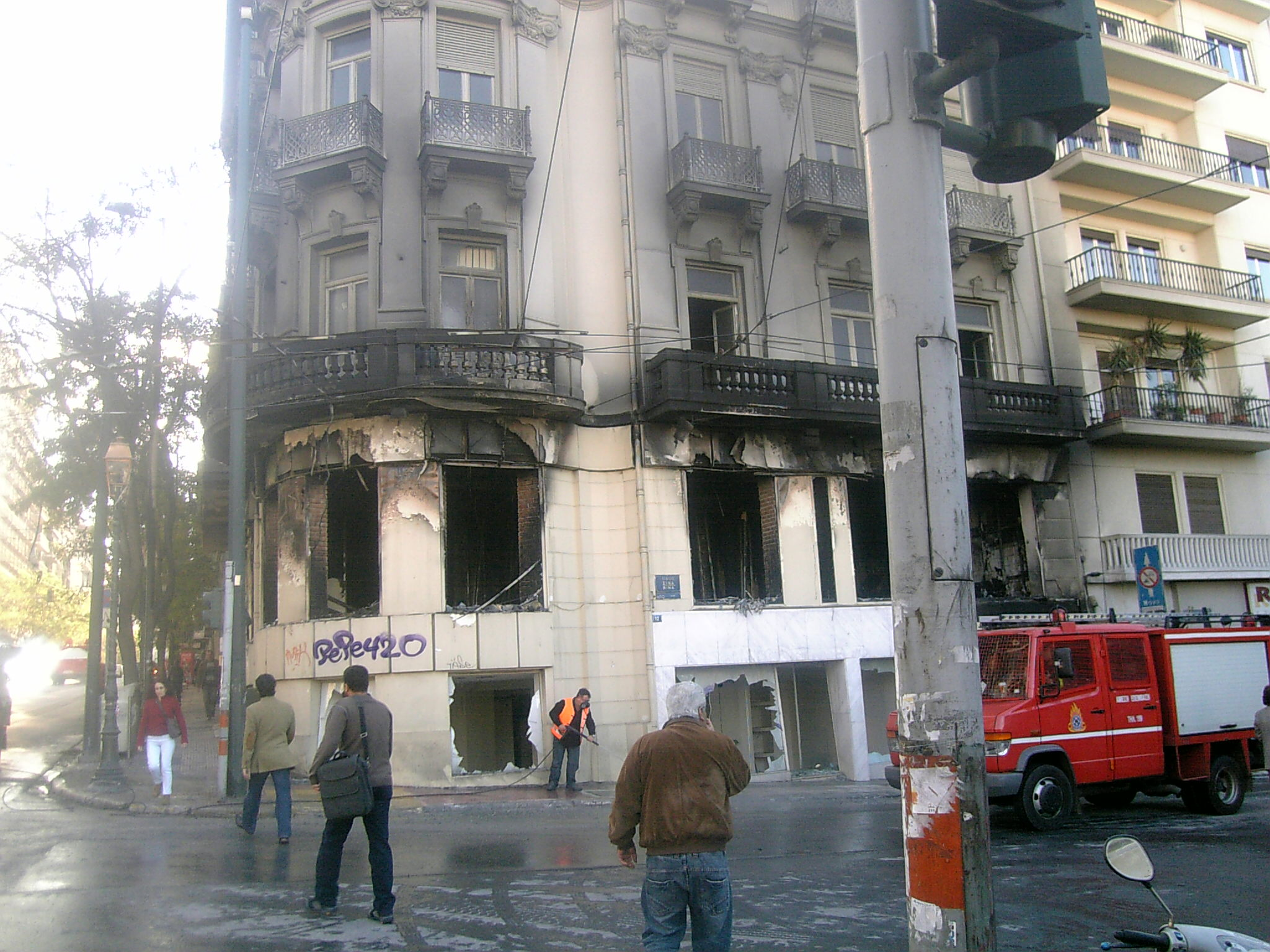
Bâtiment de l'European Law Library, au croisement des rues Sina et Akadimias.

Les émeutes de 2008 en Grèce débutent le samedi 6 décembre 2008 après la mort vers 21 h d'un adolescent de 15 ans, Alexandros Grigoropoulos (Αλέξανδρος Γρηγορόπουλος) tué par un agent de police, Epaminondas Korkoneas, dans le quartier d'Exarcheia à Athènes. La police a prétendu qu'il lançait, avec une trentaine d'autres jeunes, des pierres ou un cocktail molotov sur un véhicule de police. Une vidéo amateur  vient cependant contredire cette version. D'après des témoins il ne s'agissait que d'une simple altercation verbale entre deux jeunes et la police, fait assez courant dans ce quartier. Les agents et leur officier sont suspendus[Quand ?].
À la nouvelle de cette mort, des émeutes de grande ampleur éclatent le soir même dans la ville d'Athènes, surtout dans Exarcheia, sur Ermou et sur Akadimias, près de l'université (seize banques, une vingtaine de magasins et une vingtaine de voitures incendiés sans compter les kiosques et les poubelles). Des émeutes et manifestations éclate également à Thessalonique près de l'université (cinq banques et des magasins), Patras (200 manifestants), Komotini, Ioannina (50 manifestants), Irakleio , Volos , en Crète (La Canée et Héraklion) et à Corfou, la police réplique assez violemment avec des gaz lacrymogène et charge les manifestants dans les rues.[Où ?] Des manifestants sont retranchés dans trois des universités athéniennes, dont la symbolique Polytechnique et dans l'université de Thessalonique.
La démission du ministre de l'Intérieur Prokópis Pavlópoulos a été refusée par le Premier ministre Konstantínos Karamanlís.[Quand ?] Six personnes au moins auraient été arrêtées pour faits de pillage des magasins vandalisés.
Le lendemain dimanche, des manifestations pacifiques ont réuni autour de 5 000 personnes à Athènes près du Musée national archéologique et 2 000 personnes à Thessalonique. Deux policiers sont mis en examen, l'un pour meurtre prémédité et l'autre pour complicité, dans la journée du 7.
Les enseignants d'université qui avaient déjà prévu de se joindre à la grève générale du 10 décembre commencent une grève de trois jours dès le 8 décembre. Ce lundi, les incidents se poursuivent. Trikala, à son tour, est touchée. Des manifestants sont retranchés dans deux des universités athéniennes, dont la symbolique Polytechnique et dans l'université de Thessalonique. Deux des principales voies d'accès à la capitale, ainsi que son réseau de transport urbain sont bloquées par des manifestants. Trois cents personnes affrontent les forces de l'ordre à Thessalonique. Le KKE a appelé à des manifestations dans l'après-midi de lundi. Le soir du 8 décembre, le bilan est de quatorze policiers et six manifestants blessés.
Le mardi 9 décembre, la police affirme avoir arrêté 150 personnes « dont certaines pour des pillages », et d'après Reuters, « plus de 130 boutiques ont été détruites dans la seule capitale ».
Le mercredi 24 décembre, fin de l’occupation d’ASOEE en après-midi et de l'école Polytechnique à minuit. 1500 anarchistes ont tenu une manifestation dans les rues d'Athènes en solidarité avec les insurgés poursuivis[réf. nécessaire].

## Procès des policiers
Le procès des policiers, Epaminondas Korkoneas et Vassilis Saraliotis, a été délocalisé à Amphissa. Il a duré huit mois, été émaillé de multiples rebondissements et s'est terminé le 11 octobre 2010. Le tribunal a suivi les réquisitions du procureur. Epaminondas Korkoneas, jugé coupable d'homicide volontaire a été condamné à la prison à vie et Vassilis Saraliotis, considéré complice, a été condamné à dix ans de prison. L'avocat de Korkoneas a annoncé qu'il faisait appel. Celui de Saraliotis a demandé sa remise en liberté.

En juillet 2019, une cour d'appel a réduit la peine de perpétuité pour Epaminondas Korkoneas à 13 ans, le policier a été libéré après avoir purgé un tiers de cette peine, provoquant une vague de réactions.
Mais cette décision a été contestée par le procureur de la Cour suprême, Vassilis Pliotas, et la plénière de la Cour suprême a décidé que le policier devait  retourner en prison en mars 2022 ( source https://www.ekathimerini.com › news )

## Réponse internationale et manifestations de solidarité dans le monde
- Argentine : Le 13 décembre une cinquantaine d'étudiants se sont rassemblés devant l'ambassade grecque de Buenos Aires pour exprimer leur solidarité et condamner la mort d'Alexandros Grigoropoulos[13].
- Autriche :  Environ 1200 manifestants ont protesté devant l'ambassade de Grèce à Vienne[14].
- Bosnie-Herzégovine : Des manifestations, organisées par des étudiants de l'Université de Sarajevo, ont eu lieu devant l'ambassade grec à Sarajevo[15].
- Bulgarie : Des manifestations ont eu lieu devant l'ambassade de Grèce à Sofia[16].
- Canada :  À Vancouver, des anarchistes ont brisé les vitres et tagué une banque en solidarité avec les émeutiers. À Montréal, un rassemblement en solidarité avec les émeutiers se tient devant le consulat grec le 16 décembre.
- Chine : La Chine a exprimé sa préoccupation quant à la sécurité de ses ressortissants vivant en Grèce[17].
- Danemark : 63 personnes ont été arrêtées a Copenhague lorsqu'une manifestation d'appui aux émeutiers grecs aurait tourné à la confrontation[18].
- : France :  Si peu de réactions furent suivies, la crainte de manifestations qui dégénère fit retirer la réforme des lycées voulue par Xavier Darcos[19],[20].
- États-Unis : Le 10 décembre, le consulat grec à New York a été graffité avec de la peinture noir et une pierre a été lancé dans l'une des fenêtres[21]. Le 11 décembre, 50 personnes ont manifesté en solidarité avec la révolte grecque à Olympia, la capitale de l'État de Washington. Des fenêtres de Banque sont fracassées et une arrestation est effectuée[22]. Le 17 décembre, des étudiants de The New School à New York City occupent un bâtiment de l’université, demandant la démission de plusieurs membres de l’administration et plus de pouvoirs sur l’administration de l’université, à la fois par solidarité avec les étudiants grecs et pour protester contre la crise économique d’alors. Les étudiants on déclaré avoir été inspirés par les émeutes grecques, qui avaient leur solidarité[23]. Une manifestation à San Francisco a mené à l’arrestation de cinq personnes après l’attaque par les manifestants de boutiques à Westfield Mall. Six personnes ont été arrêtées à St. Louis lors d’une manifestation ayant bloqué la circulation[24]. Il y a eu une manifestation de solidarité à l’extérieur du consulat de Grèce à Boston (Massachusetts). Environ trente personnes ont participé à une marche funéraire à Providence (Rhode Island) par solidarité avec le soulèvement grec et comme protestation contre la guerre à Gaza[25].
- Roumanie : Environ 20 personnes ont manifesté devant le consulat de Grèce à Bucarest. Trois ont été arrêtés. La manifestation a inclus un die-in[26].
- Suède : À Stockholm, environ 50 manifestants ont protesté contre le meurtre d'Alexandros Grigoropoulos à l'extérieur de l'ambassade grecque[27].